# Procambarus steigmani
Procambarus steigmani är en sötvattenlevande kräfta som lever endemiskt i USA.